# Claire Forlani
Claire Antonia Forlani (ur. 17 grudnia 1971 w Twickenham) – brytyjska aktorka.

## Życiorys
Jest córką Angielki i Włocha. Kiedy miała 11 lat rozpoczęła naukę w London's Art Educational School na wydziale aktorstwa i tańca. Uczęszczała do tej szkoły przez 6 lat.
Zadebiutowała na małym ekranie w serialu Press Gang, gdzie występowała w latach 1991–1992. Na dużym ekranie wystąpiła po raz pierwszy w filmie Cygańskie oczy Vinci Vogue Anžlovara (1992). Pierwszy sukces odniosła dzięki roli Giny Cardinale w ekranowej biografii Basquiat – Taniec ze śmiercią Juliana Schnabela. Kojarzona jest przede wszystkim z kinem niezależnym. Wystąpiła m.in. w takich obrazach jak: Życie na krawędzi Stephena T. Kaya wraz z Keanu Reevesem, Namiętność i zdrada Radhy Bharadwaja z Christianem Slaterem i Dziewczyny i chłopaki Roberta Iscove’a z Freddiem Prinze'm Jr. Ma też na swoim koncie główną rolę w wysokobudżetowej produkcji – zagrała u boku Brada Pitta i Anthony’ego Hopkinsa w melodramacie Joe Black. W 2006 dołączyła do obsady serialu CSI: Kryminalne zagadki Nowego Jorku, gdzie grała koronera zajmującego się nietypowymi zgonami.
W 2001 była twarzą marki L’Oréal. Została sklasyfikowana na 51. miejscu w 2000 i 89. miejscu w 2001 na liście „100 Najseksowniejszych Kobiet” magazynu Stuff, a także na 85. miejscu na liście magazyny FHM (For Him Magazine).
W 2007 wyszła za mąż za aktora Dougraya Scotta, z którym wychowuje dwoje pasierbów.

## Filmografia
- 1991–1992: Press Gang, jako Judy Wellman
- 1992: Cygańskie oczy (Gypsy Eyes), jako Katarina
- 1993: J.F.K. – młode lata (J.F.K.: Reckless Youth), jako Ann Cannon
- 1994: Akademia Policyjna 7: Misja w Moskwie (Police Academy: Mission to Moscow), jako Katrina
- 1995: Szczury z supermarketu (Mallrats), jako Brandi Svenning
- 1996: Garage Sale, jako Julia
- 1996: Basquiat – Taniec ze śmiercią (Basquiat), jako Gina Cardinale
- 1996: Twierdza (The Rock), jako Jade Angelou
- 1997: Życie na krawędzi (The Last Time I Committed Suicide), jako Joan
- 1998: Joe Black (Meet Joe Black), jako Susan Parrish
- 1998: Namiętność i zdrada (Basil), jako Julia Sherwin
- 1998: Into My Heart, jako Nina
- 1999: Superbohaterowie (Mystery Men), jako Monica
- 2000: Magicy (Magicians), jako Lydia
- 2000: Dziewczyny i chłopaki (Boys and Girls), jako Jennifer Burrows
- 2001: Konspiracja.com (Conspiracy.com) (Antitrust), jako Alice Poulson
- 2002: Cyngle (Triggermen), jako Emma Cutler
- 2003: Akta z Pentagonu (The Pentagon Papers), jako Patricia Marx
- 2003: Po ciemnej stronie (The Limit), jako Monica
- 2003: Northfork, jako pani Hadfield
- 2003: Medalion (The Medallion), jako Nicole
- 2004: Bobby Jones – Zamach geniusza (Bobby Jones: Stroke of Genius), jako Mary Malone Jones
- 2004: Memron, jako Vangela Clay
- 2005: Podstępny Ripley (Ripley Under Ground), jako Cynthia
- 2005: Pod słońce (The Shadow Dancer), jako Isabella Parish
- 2005: Hooligans, jako Shannon Dunham
- 2005: Making of 'Shadows in the Sun', jako ona sama
- 2006–2007, 2010: CSI: Kryminalne zagadki Nowego Jorku (CSI: NY), jako dr Peyton Driscoll
- 2006: Radosne Purim (For Your Consideration), jako ona sama
- 2006: Marzenia i koszmary (Nightmares and Dreamscapes: From the Stories of Stephen King), jako Doris Freeman
- 2006: Dungeon Siege: W imię króla (In the Name of the King: A Dungeon Siege Tale), jako Solana
- 2007: Pod księżycem Caroliny (Carolina Moon), jako Victoria 'Tory' Bodeen
- 2007: Hallam Foe, jako Verity Foe
- 2008: Zakochany głupiec (Flashbacks of a Fool), jako dorosła Ruth
- 2008: Beer for My Horses, jako Annie
- 2009: Wyścig po szczęście (Amazing Racer), alternatywny tytuł ang.: Shannon's Rainbow, jako Christine
- 2009: Dyplomata (False Witness), jako Pippa Porter
- 2009: Czas odkupienia (Not Forgotten), jako Katie
- 2011–2012: Agenci NCIS: Los Angeles (NCIS: Los Angeles), jako Lauren Hunter
- 2011: Kulinarna miłość (Love's Kitchen), jako Kate Templeton
- 2011: Camelot, jako królowa Igraine
- 2011: Lodowiec (Ice), jako Jacqueline
- 2012: Scruples, jako Billy Winthrop Ikehorn
- 2013: Another Me, jako Ann
- 2016: Precious Cargo, jako Karen
- 2016–2017: Hawaii Five-0, jako Alicia Brown (serial TV)
- 2017: Szklane piekło, jako Brianna Bronson
- 2018: Podroż w niepamięć, jako Head Mistress
- 2019: An Affair to Die For, jako Holly
- 2019: Trzy kroki od siebie, jako Meredith
- 2019: Departure, jako Janet (serial TV)